# Elworth
Elworth – wieś w Anglii, w hrabstwie ceremonialnym Cheshire, w dystrykcie (unitary authority) Cheshire East. Leży 36 km na wschód od miasta Chester i 238 km na północny zachód od Londynu.